# Aneme wake
L'aneme wake est une langue papoue parlée en Papouasie-Nouvelle-Guinée, dans les provinces Nord (ou d'Oro) et centrale.

## Classification
L'aneme wake est un des membres de la famille des langues yarebanes, une des familles de langues papoues.

## Phonologie
Les  voyelles de l'aneme wake sont :

### Voyelles
|         | Antérieure | Postérieure |
| ------- | ---------- | ----------- |
| Fermée  | i [i]      | u [u]       |
| Moyenne | e [e]      | o [o]       |
| Ouverte |            | ɑ [ɑ]       |

### Consonnes
Les consonnes de l'aneme Wake sont :
|              |              | Bilabiales | Labio-dent. | Labio-dent. | Dorsales | Dorsales |
| ------------ | ------------ | ---------- | ----------- | ----------- | -------- | -------- |
| Palatales    | Vélaires     | Bilabiales | Labio-dent. | Labio-dent. |          |          |
| Occlusives   | Sourde       |            |             |             |          | k [k]    |
| Occlusives   | Sonore       | b [b]      |             | d [d]       |          | g [g]    |
| Fricative    | Fricative    |            | f [f]       | s [s]       |          |          |
| Nasale       | Nasale       | m [m]      |             | n [n]       |          |          |
| Battue       | Battue       |            |             | r [r]       |          |          |
| semi-voyelle | semi-voyelle | w [w]      |             |             | y [ j]   |          |

#### Allophones
La langue possède un coup de glotte qui n'apparaît qu'entre deux voyelles contigües et identiques : inaa « feu » est réalisé [inɑʔɑ].

## Sources
- (en) Harry Weimer, 1992, Aneme Wake Organised Phonological Data [PDF], manuscrit, Ukarumpa, SIL International.